# Ginglymocladus discoidea
Ginglymocladus discoidea är en skalbaggsart som beskrevs av Van Dyke 1918. Ginglymocladus discoidea ingår i släktet Ginglymocladus och familjen Omethidae. Inga underarter finns listade i Catalogue of Life.